# Scheidgen
Scheidgen (en luxemburguès: Scheedgen; en alemany: Scheedgen) és una vila de la comuna de Consdorf situada al districte de Grevenmacher del cantó d'Echternach. Està a uns 25 km de distància de la ciutat de Luxemburg.